# Cyril Pullin
Pour les articles homonymes, voir Pullin (homonymie).
Cyril Pullin était un inventeur, ingénieur et pilote de moto de course britannique. Ses inventions contribuèrent au développement du moteur rotatif et de l'hélicoptère. Son fils fut le pilote du premier vol britannique en hélicoptère en 1938. Cyril Pullin est mort en 1973, âgé de 80 ans.

## Débuts
Cyril George Pullin naquit à Wandsworth, Londres  en 1892. Il se fit connaître comme pilote de moto de course et remporta en 1914 le Tourist Trophy de l'île de Man.

## Carrière en compétition

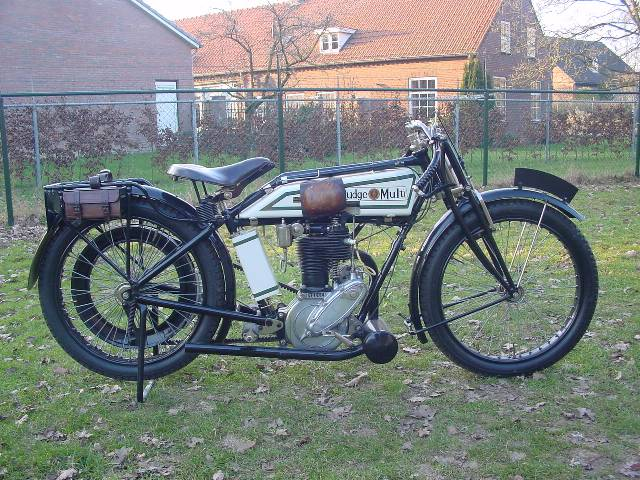
La Rudge Multi TT 500 cm3 de 1915

En 1914, Cyril Pullin gagna l'Île de Man TT avec une moyenne record de 80 km/h sur une Rudge Multi équipée d'une boite de vitesses variable à courroies, offrant plus de 20 rapports, qui fit une énorme différence dans les collines. La course, qui dura plus de quatre heures, fut menée par Oliver Godfrey (sur Indian) et Howard R Davies (sur une Sunbeam) qui s'affrontèrent pour la première place lorsque Pullin s'abattit sur eux pour gagner de seulement 6,4 secondes. Le succès de Pullin fut malheureusement gâché lorsqu'un concurrent dans le Junior TT, Frank Walker, aborda le dernier virage sur sa Royal Enfield pour trouver la route bloquée par des spectateurs tentant de voir l'arrivée. Il fit de son mieux pour ne blesser personne, mais fut tué dans le crash. À la suite de cette tragédie, les organisateurs du TT introduisirent des barrières de corde et un contrôle de la foule.
Le 23 mars 1922 à Brooklands, Pullin établit un nouveau record et devint le premier motocycliste britannique à être chronométré à plus de 100 miles à l'heure (160 km/h) sur une moto Douglas 500 cm3 de 3 ch.

## Les Inventions
Dans les années 1920, Pullin développa divers brevets de moteurs d'hélicoptère et dans les années 1940 il mit au point le Powerwheel, un moteur rotatif dans le moyeu d'une roue de moto, connu comme one-lunger (poumon unique). Il s'agissait d'un monocylindre et d'un embrayage qui pouvait être activé et désactivé, avec un simple tambour de frein. L'invention n'est jamais entrée en production, mais est considérée comme une étape importante dans le développement du moteur rotatif.
Sa sœur épousa Stephen Leslie Bailey, un éminent ingénieur chez Douglas Motos et plusieurs de ses brevets ont été déposées au nom de l'entreprise.

## Constructeur de Voitures et de motos
En 1928, Pullin reprit l'ancienne usine Phoenix à Letchworth Garden City, Hertfordshire, pour produire les motos Ascot-Pullin Motocycles et la voiture Ascot basée sur la Fejes hongroise, avec châssis et moteur de 10 ch, assemblée à partir de tôles d'acier embouties soudées. Elle n'est jamais entrée en production.
Une voiture plus grande, l'Ascot Gold Cup Six avec un moteur six cylindres de 2 423 cm3, probablement fait par Continental, boîte de vitesses à trois rapports et servo-freins, devint réalité et quelques exemplaires furent produits. Elle fut annoncée comme étant disponible en sports deux places, coupé ou berline "toile".

## Aéronefs à voilure tournante
En 1932, Pullin rejoint le département aéronefs de G & J Weir Ltd à Glasgow, en Écosse, en tant qu'ingénieur en chef pour développer un autogyre monoplace. Pullin et son équipe conçurent une série d'Autogiros avant de passer à un petit hélicoptère muni de deux rotors montés au sommet de stabilisateurs de chaque côté du fuselage. L'hélicoptère  Weir W. 5 monoplace propulsé par un moteur refroidi à l'air avait une vitesse maximum de 113 km/h. Ses deux rotors deux pales à pas fixe étaient montés sur plateau oscillant à commande à pas collectif. Le W. 5 fit son premier vol à Dalrymple, Ayrshire, le 7 juin 1938, piloté par Raymond Pullin et devint le premier hélicoptère Britannique à voler avec succès. À l'arrivée de la seconde Guerre Mondiale, le W. 5 avait enregistré quatre-vingts heures de vol et fut suivi par une version grossie, le W. 6, qui fut le premier hélicoptère biplace au monde, propulsé par un moteur d'avion beaucoup plus puissant de Havilland Gipsy. De nouveaux progrès sur ce modèle furent empêchés par la seconde Guerre Mondiale.
Pullin conçut les moteurs 1 500 cm3 "Flat Twin" et le "4 Cylindres" (appelé plus tard Pixie lorsqu'il fut produit sous licence par l'Aero Engines Ltd de Bristol). Ils furent utilisées dans les autogyres Weir W2, W3 et W4. Le "Quatre Cylindres" fut adapté à la production de la puissance nécessaire à l'Hélicoptère à double rotor W5.
Après la guerre, le développement du W. 9 "DrainPipe" et du transport de passagers W.11 "Cierva Air Horse" à trois rotors emmenant 24 personnes continua à la Cierva Autogiro Company sous la direction de Cyril Pullin. Un accident mortel du W11 Air Horse, en raison de la rupture d'un petit composant par fatigue (usure), mit fin à ce très prometteur projet d'hélicoptère lourd. Les restes de la Cierva Autogiro Company furent repris par Saunders-Roe, qui poursuivit le développement du petit hélicoptère Skeeter et le mit en production.

Les W9 et W11 après la guerre
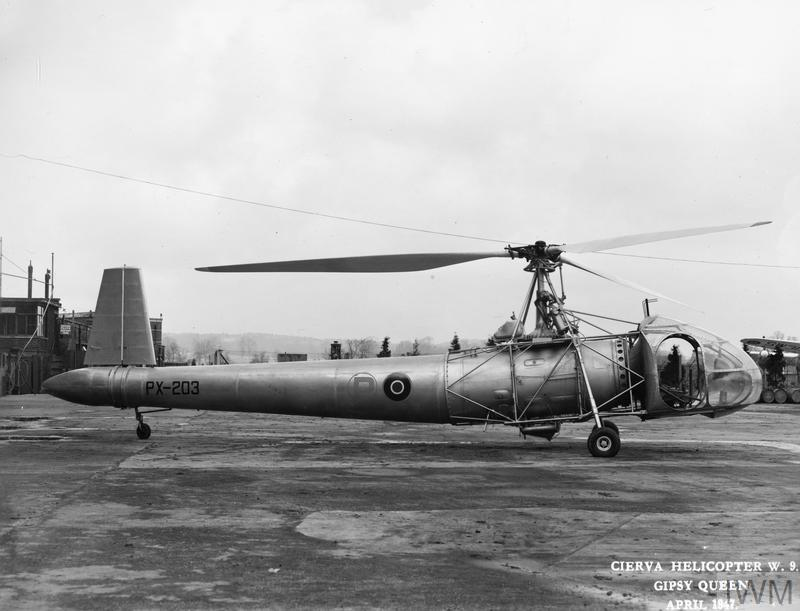
Le W.9 en avril 1947
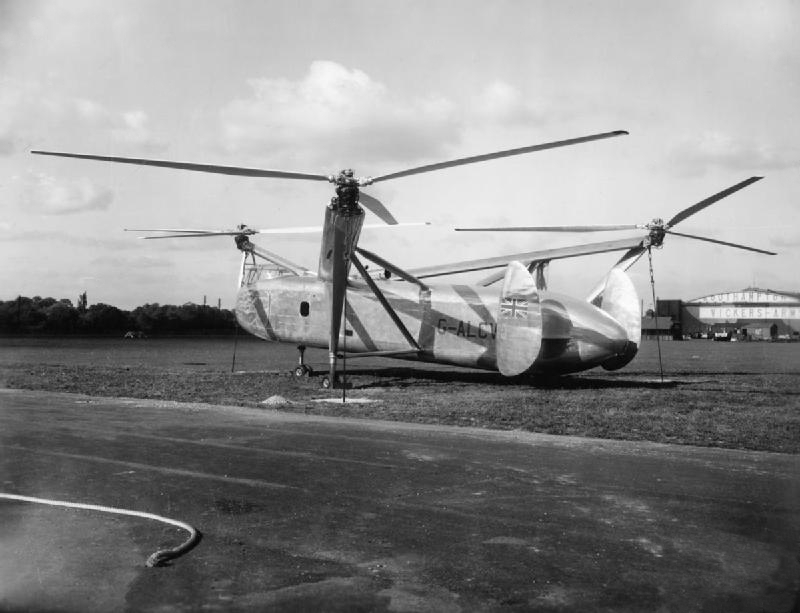
Le W11 "Air Horse"

## Sources
- (en) Cet article est partiellement ou en totalité issu de l’article de Wikipédia en anglais intitulé « Cyril Pullin » (voir la liste des auteurs).

1. 1 2 3  (en) Mac McDiarmid, The Magic of the TT, Haynes Publishing (ISBN 978-1-84425-431-6)
2. ↑  « England & Wales Death Index 1916-2007 » (consulté le 28 juin 2013)
3. ↑  « Great races » (consulté le 30 novembre 2008)
4. ↑  « Douglas 1923 » (consulté le 30 novembre 2008)
5. ↑  Doug Kephart, « Researching the Douglas Patents » (consulté le 3 décembre 2008)
6. ↑  « Helicopter History »(Archive.org • Wikiwix • Archive.is • Google • Que faire ?) (consulté le 30 novembre 2008)
7. ↑  « Douglas Aero Engines » (consulté le 30 novembre 2008)

Douglas Light Aero Engines de Kingswood à Cathcart. 2010. Auteur Brian Thorby. Redcliffe Presse, Bristol